# Patrick O’Byrne
Patrick O’Byrne (* 1955 in Dublin) ist ein Pianist.

## Leben
O’Byrne wurde in Dublin geboren und ist in Neuseeland aufgewachsen. B. Mus. an der University of Auckland. Pianistische Ausbildung bei Janetta McStay, Kendall Taylor, Brigitte Wild sowie Vlado Perlemuter. In London Stipendiat des Queen Elizabeth II Arts Council of New Zealand und in Deutschland DAAD-Stipendiat 1982–84. 1984 Abschluss Solistenklasse mit Auszeichnung an der Musikhochschule Freiburg bei Rosa Sabater und Tibor Hazay.
Auszeichnungen bei internationalen Wettbewerben José Iturbi, Tokyo, Jaén, Dudley etc. Internationale Anerkennung für seine Interpretationen u. a. zeitgenössischer, französischer u. spanischer Musik. Unzählige Auftritte in Weltzentren, Solist mit u. a. dem New Zealand Symphony Orchestra, RTÉ Symphony, Bochumer Sinfonikern, New York Virtuosi unter Dirigenten wie Sir Charles Groves, Franz-Paul Decker, Kenneth Klein, Albert Rosen. Masterclasses in USA, Südamerika, Asien und Europa; Juror bei bedeutenden Wettbewerben. Zahlreiche Fernseh-, Rundfunk- und CD-Einspielungen. Sein Repertoire umfasst jede Stilrichtung.
1985 Professor an der Musikhochschule Stuttgart; ab 2000 Prorektor. Seit April 2002 Professor für Klavier an der Hochschule für Künste Bremen sowie auch Vertrauensdozent der HfK Bremen für den PE-Förderkreis, einen gemeinnützigen Verein zur Förderung musikalisch Hochbegabter.